# Hexatoma subocellata
Hexatoma subocellata är en tvåvingeart som beskrevs av Alexander 1964. Hexatoma subocellata ingår i släktet Hexatoma och familjen småharkrankar.
Artens utbredningsområde är Jamaica. Inga underarter finns listade i Catalogue of Life.